# Arnouville-lès-Mantes
Arnouville-lès-Mantes is een gemeente in het Franse departement Yvelines (regio Île-de-France) en telt 742 inwoners (1999). De plaats maakt deel uit van het arrondissement Mantes-la-Jolie.

## Geografie
De oppervlakte van Arnouville-lès-Mantes bedraagt 10,0 km², de bevolkingsdichtheid is 74,2 inwoners per km².
De onderstaande kaart toont de ligging van Arnouville-lès-Mantes met de belangrijkste infrastructuur en aangrenzende gemeenten.

## Demografie
Onderstaande figuur toont het verloop van het inwonertal (bron: INSEE-tellingen).